# Тейлор, Исаак
Исаак Тейлор (17 августа 1787, Лавенем, Саффолк, Великобритания — 28 июня 1865, Стэнфорд Риверс, Эссекс, Великобритания) — английский писатель, специализировавшийся на истории и философии, художник, изобретатель.

## Жизнь
Он был старшим выжившим сыном Исаака Тейлора из Онгара. Он родился в Лавенеме (графство Саффолк) 17 августа 1787 года. Позже они с семьей переехали в Колчестер, а затем, в конце 1810, в Онгар. По семейной традиции Исаак учился на чертёжника и гравёра. После нескольких лет работы в качестве дизайнера книжных иллюстраций он почувствовал тягу к литературе.
С 1812 по 1816 год он зимовал на западе Англии, проводя большую часть своего времени в Илфракуме и Мэразионе со своей сестрой Джейн. Примерно в 1815 году, благодаря работам Сульпиция Севера, Тейлор стал собирать святоотеческую литературу. Вскоре после этого работа Фрэнсиса Бэкона «De augmentis» пробудила в нём интерес к индуктивной философии. В 1818 году друг семьи Джозайя Кондэр, позже редактор «Eclectic Review», уговорил Тейлора присоединиться к существующему штату работников, который уже включал в себя Роберта Холла, Джона Фостера, Олинфуса Грегори.
В 1825 году Тейлор поселился в деревне Стэнфорд Ривэрс (примерно в двух милях от Онгара) в старом фермерском доме. Здесь, 17 августа 1825 года, он женится на Элизабет, второй дочери Джеймса Мэдланда, подруге его сестры Джейн. В 1836 году Тейлор оспаривает кафедру логики в Эдинбургском университете с Сэром Уильямом Гамильтоном, и был почти что побежден. В марте 1841 года в Ганновер-сквер он прочитал четыре лекции о «Духовном христианстве». Хотя он в начале своей карьеры вступил в объединение Англиканских церквей, он всё равно остался в хороших отношениях с друзьями из «English Dissenters».
В 1862 году Тейлор был награждён грантом Civil list pension в размере 200 фунтов в знак признания его заслуг в литературе. Через 3 года, 28 июня 1865 года, он умер в деревне Стэнфорд Ривэрс.

## Работы
В молодости Исаак выполнял проекты для отца и для книг, выпущенных его сестрой Джейн Тейлор. Он сделал анатомические рисунки для хирурга и нарисовал миниатюры, портрет своей сестры и себя в 1817 году. Некоторые из его проектов для Джона Бойделла к «Иллюстрациям из Священного Писания»(1820) восхищали Данте Габриэля Россетти и были сравнены Александром Гилкристом с некоторыми из пластин Уильяма Блейка (Жизнь Блейка, 1863).
В 1822 году появилась первая книга Тейлора «Элементы мысли» (Лондон, 1822), затем переименованная, как «Мир разума» (Лондон, 1857). Вслед за этим, в 1824 году, последовал новый перевод «Characters of Theophrastus» (Фрэнсис Хоуэлл, Лондон). Переводчик добавил живописные изображения персонажей, нарисованные на древесине им самим. В 1825 году вышли мемуары, переписка и литературные очерки Джейн Тейлор (Лондон, 1825, 2 тома; Включены в «Тэйлоры из Онгара», 1867) .
«History of the Transmission of Ancient Books to Modern Times» (Лондон, 1827) и «Процесс исторического доказательства» (Лондон, 1828) были затем объединены в одно произведение (1859), в котором он попытался доказать, что литературные документы, такие как Библия, могут быть приняты в качестве основы для истории. Далее появился перевод Геродота (Лондон, 1829), работы которого, кажется, предложили анонимный роман, «The Temple of Melekartha» (Лондон, 1831), повествуя о доисторической миграции жителей Тира от Персидского залива до Леван. Тейлор сказал, что изобразил свою жену в качестве героини. Его следующей и самой известной работой была «Естественная история энтузиазма» (Лондон, Бостон, 1829), появившаяся анонимно в мае 1829. Это было своего рода историко-философское рассуждение о религиозном воображении, которое соответствовало моде. Тейлор разработал эту тему в «Фанатизме» (Лондон, 1833) и «Спиритическом деспотизме» (Лондон, 1835 г.; три издания). Ещё три тома о скептицизме и легковерии были включены в план автора «патологической анатомии ложной религии», но эти дополнительные работы так и не были завершены. Те работы, которые вышли в свет, хвалил Джон Уилсон в журнале Blackwood's Magazine, а последние три отметил сэр Джеймс Стивен в Edinburgh Review (апрель, 1840).
В то же время Тейлор опубликовал «Вечер субботы» (Лондон, 1832; много изданий в Англии и Америке). Впоследствии он разработал часть этой книги в «Физической теории другой жизни» (Лондон, 1836).
Его следующей книгой было «Домашнее обучение» (Лондон, 1838), в которой он настаивал на благотворном влияние жизни страны, образовательной ценности удовольствий детей, и естественном, а не стимулированном росте умственных способностей ребёнка. Затем он закончил и отредактировал перевод «Еврейских войн» Иосифа Флавия Роберта Трейла (1793—1847); она появилась в двух иллюстрированных изданиях (1847 и 1851), но не собрала много денег.
В своей публикации 1839-40 годов «Древнее христианство и учения урочища Оксфорд» (в 8 частях, Лондон; 4-е издание 1844 года, в 2-х томах) Тейлор утверждал, как полемист против «Урочища на времена», его убеждение о том, что Христианская церковь в четвёртом веке уже выросли из суеверий и ошибок. Эта точка зрения была оспорена. За «Лойолой и зачатками иезуитства»(Лондон, 1849; несколько изданий) и «Уэсли и методизмом» (Лондон, 1851; 1863, 1865, Нью-Йорк, 1852) последовала популярная работа по христианской аргументизации «Восстановление веры» (Лондон 1855 г.; несколько американских изданий) — анонимная публикация. «Логика богословия» и «Окончательная цивилизация» были томами эссе, напечатанными по частям в Eclectic Review в течение 1859 и 1860 годов; затем, в свою очередь, последовал «Дух поэзии» на иврите (Лондон, 1861; многочисленные издания) — лекции, первоначально доставленных в Эдинбург. После «Соображений о Пятикнижие» (Лондон, 1863; два издания), в котором он выступил против выводов Джона Уильяма Коленсо, и нескольких воспоминаний в «Императорском словаре биографий», вышла его последняя работа — «Личные воспоминания» (Лондон, 1864), автобиографическая часть которой появится позднее в «Хороших словах» Александра Страхана.

## Изобретения
Тейлора интересовали механические устройства и изобретения. В начале жизни он изобрел кран для пива (запатентовано 20 ноября 1824), который вошёл в широкое употребление, также он сконструировал машину для гравировки на меди (12248 пат., 21 августа 1848 г.). Его целью было применение аппарата в крупных масштабах с индикатами для гравировки узоров на медных цилиндрах для печати ситца в Манчестере.

## Семья
У Тейлора было две сестры, известные как поэтессы: Анна Тейлор (позднее — Гилберт; 1782—1866) и Джейн, которая сочинила рифмы для «Twinkle Twinkle Little Star». Иосиф Гилберт, сын Анны, стал художником и писателем.
Дети Исаака Тейлора:
- Джейн
- Исаак Тейлор (1829—1901) — священник и писатель
- Фиби
- Джеймс Медланд Тейлор (1834-?) — архитектор
- Роза
- Генри Тейлор (1837-?) — архитектор и писатель
- Катерина
- Джесси
- Евфимия